# Großes Moor und Aueniederung bei Wistedt
Großes Moor und Aueniederung bei Wistedt ist ein Naturschutzgebiet in den niedersächsischen Gemeinden Tostedt, Wistedt, Dohren und Heidenau in der Samtgemeinde Tostedt im Landkreis Harburg.

## Allgemeines
Das Naturschutzgebiet mit dem Kennzeichen NSG LÜ 032 ist rund 211 Hektar groß. Ein rund 157 Hektar großer Teil des Naturschutzgebietes wurde zum 16. September 1976 als Naturschutzgebiet „Großes Moor bei Wistedt“ ausgewiesen. Dieses Gebiet war nahezu deckungsgleich mit dem gleichnamigen FFH-Gebiet und vollständig Bestandteil des EU-Vogelschutzgebietes „Moore bei Sittensen“. Zum 1. April 2018 trat eine neue Naturschutzverordnung in Kraft, die neben dem bisherigen Gebiet weitere Flächen beinhaltet, neben solchen, die sich direkt an das bisherige Naturschutzgebiet anschließen auch eine weitere Fläche in der Aue-Niederung. Zuständige untere Naturschutzbehörde ist der Landkreis Harburg.

## Beschreibung
Das aus zwei Teilflächen bestehende Naturschutzgebiet liegt westlich von Tostedt. Es stellt ein Hochmoorgebiet sowie Gebiete in der Aueniederung unter Schutz. Das Moor ist durch Handtorfstiche stark zerkuhlt. Großflächig stocken Moor- und Bruchwälder, in die offene Bereiche eingebettet sind. Die Moorwälder dienen auch als Puffer gegenüber der das Naturschutzgebiet umgebenden landwirtschaftlichen Nutzflächen. Im Bereich des Großen Moores sind nur vereinzelt Flächen zu Grünland kultiviert worden. Das Moorgebiet wird durch Entkusselungsmaßnahmen und Wiedervernässung renaturiert. Das Gebiet wird nach Norden zur Aue und nach Süden zur Oste entwässert.
Zur Aueniederung schließen sich Feuchtgrünländer und naturnahe Wälder an. Das in der Aueniederung liegende Teilstück des Naturschutzgebietes wird von Feuchtwiesen, Bruch- und Mischwäldern geprägt. Teile der Grünlandbereiche im Naturschutzgebiet liegen brach. In das Naturschutzgebiet ist eine aufgelassene Sandgrube mit einem Kleingewässer einbezogen, die sich in der Aueniederung befinden.
Das Naturschutzgebiet grenzt im Süden an die Landesstraße 142 zwischen Wistedt und Sittensen.

## Flora und Fauna
Das Große Moor beherbergt verschiedene moortypische Amphibien, Reptilien wie Kreuzotter und Schlingnatter sowie Wirbellosen-Tierarten, darunter die Schmetterlingsart Großes Wiesenvögelchen und verschiedene Libellen wie Nordische Moosjungfer, Kleine Moosjungfer, Hochmoormosaikjungfer, Mondazurjungfer, Speerazurjungfer und als Besonderheit die vom Aussterben bedrohte Arktische Smaragdlibelle.
Das Große Moor ist Lebensraum und Brutgebiet des Kranichs. Im Naturschutzgebiet sind je nach Biotoptyp verschiedene weitere Vogelarten heimisch. In Mooren und Sümpfen mit Röhrichten, Hochstaudenfluren und Sumpfgebüschen leben u. a. Großer Brachvogel, Bekassine, Ziegenmelker, Krickente, Schnatterente, Tafelente, Zwergtaucher, Lachmöwe, Löffelente, Rohrweihe, Sumpfohreule, Raubwürger und Heidelerche. Offene und halboffene Grünlandbereiche sind neben anderen Lebensraum von Kiebitz, Wachtelkönig, Wiesenweihe, Neuntöter, Braun- und Schwarzkehlchen sowie Gartenrotschwanz. Wälder und Waldrandbereiche sind Lebensraum von Wespenbussard, Baumfalke, Schwarzspecht, Pirol, Ziegenmelker und Heidelerche.
Im Großen Moor siedeln u. a. Rundblättriger Sonnentau und Weißes Schnabelried. Teilweise ist Moorheide mit Rosmarinheide und Gewöhnlicher Moosbeere zu finden. Als Besonderheit konnte ein Vorkommen des Sumpfporsts nachgewiesen werden. Teile des Moores werden von Pfeifengras und Gagelgebüschen eingenommen.
Im Bereich der aufgelassenen Sandgrube ist trockene Sandheide mit Besenheide, Sandmagerrasen und offenen Sandflächen zu finden. Um das Kleingewässer siedeln feuchte Binsenfluren. In dem Bereich stocken Eichenwälder auf Sandstandorten.